# Аузонія
Аузонія (італ. Ausonia) — муніципалітет в Італії, у регіоні Лаціо, провінція Фрозіноне.
Аузонія розташована на відстані близько 125 км на південний схід від Рима, 50 км на південний схід від Фрозіноне.
Населення — 2644 особи (2014).
Щорічний фестиваль відбувається 29 вересня. Покровитель — святий Архангел Михаїл.

## Демографія
Населення за роками:

Станом на 1 січня 2023 року в муніципалітеті офіційно проживало 75 іноземців з 15 країн, серед них 26 громадян країн Євросоюзу та 6 громадян України.

## Сусідні муніципалітети
- Кастельнуово-Парано
- Корено-Аузоніо
- Есперія
- Спіньо-Сатурнія